# 그랜트 모리슨

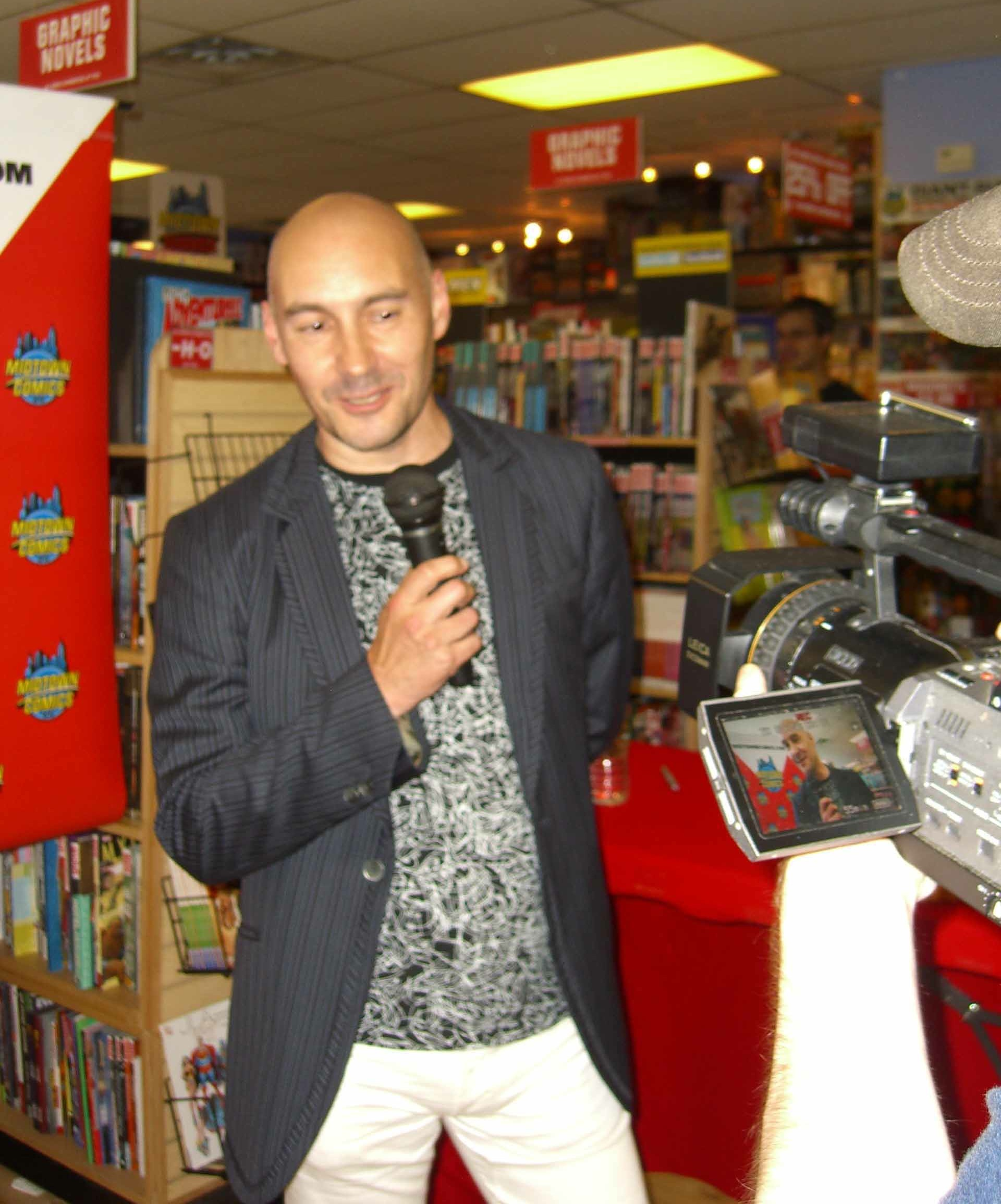
그랜트 모리슨 (2011년)

그랜트 모리슨(영어: Grant Morrison, MBE, 1960년 1월 31일 ~ )은 스코틀랜드의 만화가이자 극작가이다.

## 서훈
- 2012년 대영 제국 훈장 5등급(MBE) 수훈[1]